# Allenfeld
Allenfeld là một đô thị thuộc huyện Bad Kreuznach bang Rheinland-Pfalz, phía tây nước Đức. Đô thị Allenfeld có diện tích 2,98 km².